# Foxy Metoxy

Strukturformel för 5-MeO-DIPT

Foxy Metoxy, systematiskt namn 5-metoxi-N,N-diisopropyltryptamin, förkortat 5-MeO-DIPT, är en tryptamin som på senare tid har spritts som partydrog bland ungdomar. Det är en hallucinogen som helt saknar medicinsk användning. Den klassades som hälsofarlig vara den 1 oktober 2004 och är därmed olaglig i Sverige.